# Первісне нагромадження капіталу
Первинне накопичення капіталу — відповідно до Карла Маркса це історичний процес, в ході якого створювалися умови для капіталістичного виробництва. Первинне накопичення капіталу являє собою процес відокремлення безпосередніх виробників від засобів виробництва, який, з одного боку, перетворює безпосередніх виробників у найманих робітників, з іншого — сприяє накопиченню капіталу і формуванню буржуазії.

Сам термін «первісне накопичення капіталу» був вперше введений Адамом Смітом у його роботах по класичній політекономії і розвинений Марксом у вигляді теорії первісного нагромадження в його роботі «Капітал».

## Основні положення теорії
Відповідно до даної теорії для здійснення капіталістичного виробництва необхідна наявність двох умов:
1) з одного боку, це наявність маси незаможних людей, юридично вільних, але позбавлених засобів виробництва та існування, і тому змушених продавати свою робочу силу;
2) з іншого боку — наявність ресурсів, необхідних для створення капіталістичних підприємств, функціонування яких можливе лише за допомогою покупки чужої робочої сили. Це був історичний процес, що передував власне капіталістичному нагромадженню. Процес відокремлення виробника від засобів виробництва, примусового позбавлення їх приватної власності й перетворення в бідних продавців своєї робочої сили. (К. Маркс «Капітал»).
Здійснення першої умови (сторони) процесу первинного накопичення  — примусове позбавлення дрібних товаровиробників засобів виробництва і перетворення їх у бідних продавців своєї робочої сили було важливим кроком до створення умов для капіталістичного виробництва. Історія цього процесу, за висловом Маркса К., «записана в літописі людства мечем і вогнем». Це була кривава сторінка первісного нагромадження капіталу.
Основою первісного нагромадження капіталу були, так звані «огороджування» (обгороджування), що почалися в кінці XV століття і досягли найбільшого розмаху в XVIII столітті. Це був масовий насильницький згін селян феодалами з землі. Обгороджували общинні пасовищні і орні землі, які перетворювалися лордами в пасовища. Власники земельних ділянок виганяли з своїх будинків і перетворювалися в пауперов — жебраків та бродяг, натовпи яких заповнювали великі міста, включаючи Лондон. До кінця XVIII століття в Англії практично зникли йомени — незалежні селяни, які володіли землею. А в цілому зазначені процеси призвели до утворення величезної армії найманих робітників, зарплата яких протягом цього періоду стала падати нижче мінімуму, і «її вистачало лише для задоволення абсолютно необхідних життєвих потреб».
Друга умова (сторона) процесу первинного накопичення — безпосередньо накопичення грошових та інших матеріальних коштів, які спрямовувалися на створення необхідної бази для виробництва.
Це накопичення реалізовується за рахунок:
1) Вилучення особистих наділів селян і майна ремісників; узурпація общинної селянської власності; розкрадання церковних маєтків; шахрайське відчуження державних земель.
«Знищення дрібного виробництва, перетворення індивідуальних і роздроблених засобів виробництва в суспільно концентровані, отже, перетворення карликової власності багатьох в гігантську власність небагатьох, експропріація у широких народних мас землі, життєвих засобів, знарядь праці, — ця страшна і важка експропріація народної маси утворює пролог історії капіталу… Експропріація безпосередніх виробників відбувається з самим нещадним вандалізмом і під тиском самих підлих, найбрудніших, самих дріб'язкових і самих шалених пристрастей».
державне майно, що присвоюється … шахрайським способом поряд із землями, награбованими у церкві … складають основу сучасних князівських володінь англійської олігархії"
2) Пограбування інших країн і територій за допомогою колоніального грабунку і работоргівлі.
«Відкриття золотих і срібних копалень в Америці, викорінення, поневолення і поховання заживо тубільного населення в рудниках, перші кроки до завоювання і розграбування Ост-Індії, перетворення Африки в заповідне поле полювання на чорношкірих, — така була ранкова зоря капіталістичної ери виробництва. Ці ідилічні процеси складають головні моменти первісного нагромадження»
3) Система державних позик, що була ще одним різновидом грабежу і спекуляції і сприяла збагаченню фінансових ділків.
4) Податкова система, яка прискорювала експропріацію дрібних власників і сприяла збагаченню відкупників — представників великого капіталу.
5) Система протекціонізму — ще один засіб, який прискорював експропріацію незалежних виробників і сприяло накопиченню великих капіталів.
«Новонароджений капітал виливає кров і бруд з усіх своїх пір, з голови до п'ят».

Для всіх провідних країн Західної Європи, насамперед Англії та Голландії, характерні наступні етапи на шляху розвитку капіталістичного виробництва: первісне нагромадження капіталу, проста капіталістична кооперація, мануфактурне виробництво, капіталістична фабрика.

Хоча методи первісного нагромадження капіталу застосовувалися у всіх основних країнах Західної Європи, Маркс виділив п'ять з них, де вони одержали найбільше поширення. Ці п'ять країн в ту епоху були великими колоніальними державами.

«Різні моменти первісного нагромадження розподіляються, історично більш або менш послідовно, між різними країнами, а саме: між Іспанією, Португалією, Голландією, Францією та Англією. В Англії до кінця XVII століття вони систематично об'єднуються в колоніальній системі і системі державних позик, сучасній податковій системі і системі протекціонізму. Ці методи почасти спочивають на грубе насильство, як, наприклад, колоніальна система. Але всі вони користуються державною владою, тобто концентрованим і організованим суспільним насильством, щоб прискорити процес перетворення феодального способу виробництва в капіталістичний…»

## Первісне нагромадження за Марксом

### «Економічно-філософські рукописи» про первісне нагромадження в теорії Адама Сміта

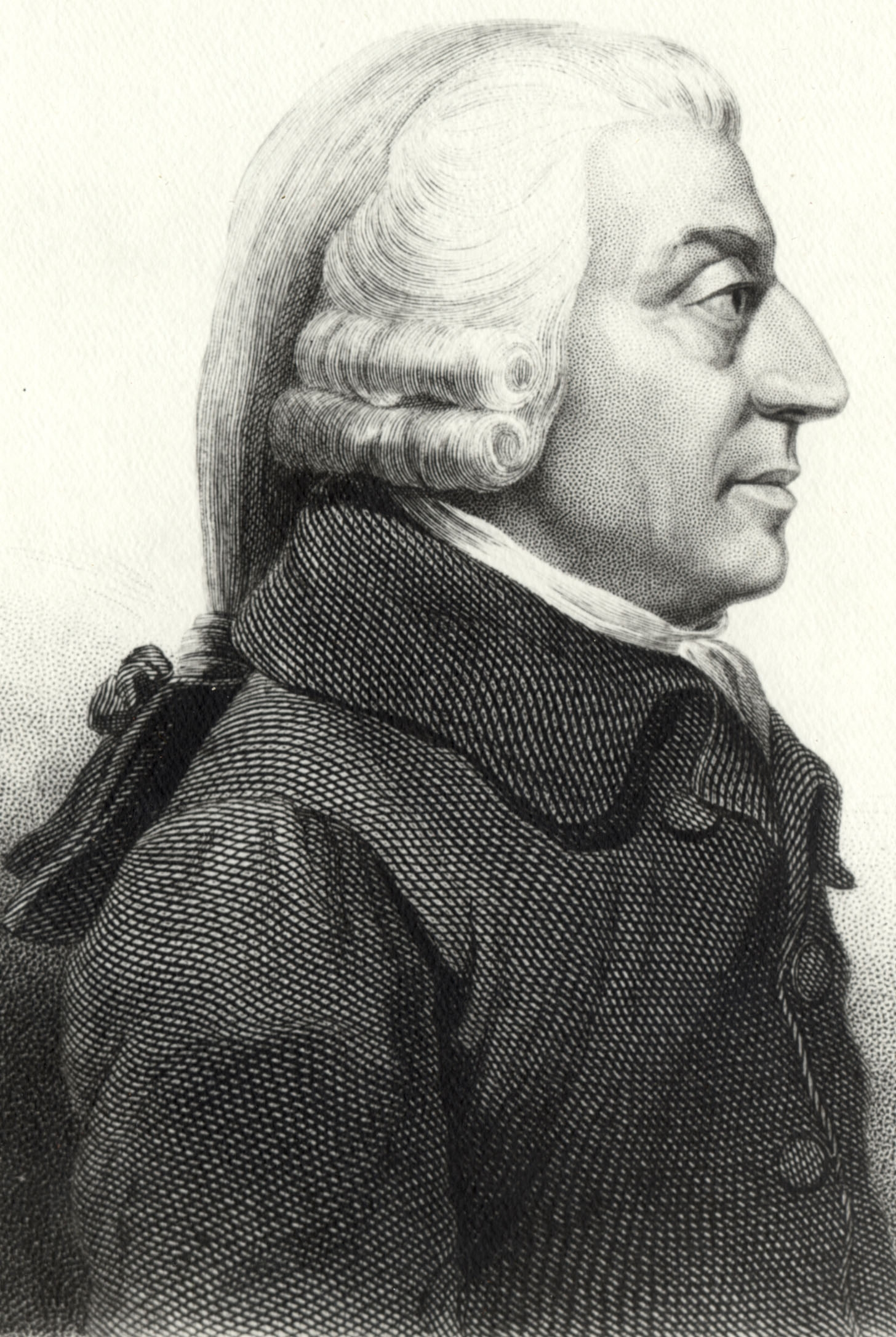
Адам Сміт (1723—1790)

Карл Маркс у «Капіталі», наполягав на тому, що існує зв'язок між його концепцією первісного нагромадження і теорією «попередніх накопичень» (previous accumulation of capital) Адама Сміта. В своїх Економічно-філософських рукописах 1844 року Маркс докладно цитував праці представників класичної політичної економії, у тому числі твердження Сміта про співвідношення нагромадження капіталу і поділу праці. Адам Сміт припускав, що оскільки нагромадження капіталу є неодмінною попередньою умовою поділу праці, остільки дальший поділ праці може відбуватися лише в міру все більшого й більшого нагромадження капіталів. Чим далі відбувається поділ праці, тим більше зростає кількість сировини, яку може переробити одна і та сама кількість людей; а оскільки робота кожного робітника все більше й більше спрощується, то знову і знову винаходяться нові й нові машини, щоб полегшити і скоротити ці роботи. Тому з зростанням поділу праці, для того, щоб дати постійну роботу тій самій кількості робітників, що й раніше, треба й далі нагромадити таку саму кількість засобів до життя, що й раніше, і набагато більшу кількість сировини, знарядь та інструментів, ніж раніше, за менш розвинутих умов. «У будь-якій галузі виробництва кількість робітників зростає одночасно з зростанням у ній поділу праці, або, вірніше, саме це збільшення їх кількості і створює для них можливість такого розподілу на окремі групи і розряди».

### Критика класичної політичної економії
Маркс передує поняття первісного нагромадження словом «так зване» («sogenannte»), оскільки хоче підкреслити, що його уявлення про роль і форми первісного нагромадження капіталу в генезисі капіталізму не збігаються з уявленнями представників класичної політичної економії.
Уявлення класичної політичної економії про часи первісного нагромадження, Маркс порівнює з описом гріхопадіння в Біблії.
«Адам скуштував від яблука, і разом з тим рід людський увійшов гріх». Класична політекономія намагалася розповісти лагідну, ідилічну історію про те, що з незапам'ятніх часів існували, з одного боку, працьовиті і, насамперед, ощадливі розумні обранці а, з іншого — ледарі, обшарпанці, які прогулювали все, і навіть, більше того що у них було."…теологічна легенда про гріхопадіння розповідає нам, як людина була засуджена добувати свій хліб у поті чола свого; історія ж економічного гріхопадіння розкриває, як могли з'явитися люди, які абсолютно не потребують цього. Але це все одно". Маркс підкреслює, що методи первісного нагромадження — це все, що завгодно, але тільки не ідилія. Внаслідок того, що перші накопичили багатство, в других, зрештою, нічого не залишилося для продажу, крім їх власної шкури. В дійсній історії первісного нагромадження «велику роль відіграють завоювання, поневолення, розбій, — одним словом, насильство… методи первісного нагромадження — це все, що завгодно, але тільки не ідилія».. Маркс різко критикує існуючі в ті часи, в політичній економії ідилічні погляди, про те, що право та праця є єдиними джерелами утворення капіталу. Сам він, навпаки, стверджує, що рушійною силою первісного нагромадження є «завоювання, поневолення, пограбування, вбивства, одним словом, насильство».
Маркс звинувачує «буржуазних істориків», що вони представляють розпад феодального способу виробництва як звільнення працівника, не показуючи при цьому економічної експлуатації працівника, класовий характер процесів, що відбуваються. Він пише про те, що «рабство працівника» залишилося, змінилася лише його форма.
В своїй праці «Заробітна плата, ціна і прибуток» він підкреслює, що для того, що економісти називають «первісним або початковим нагромадженням», більше підходить назва «первісна експропріація»..

### «Заробітна плата, ціна і прибуток»

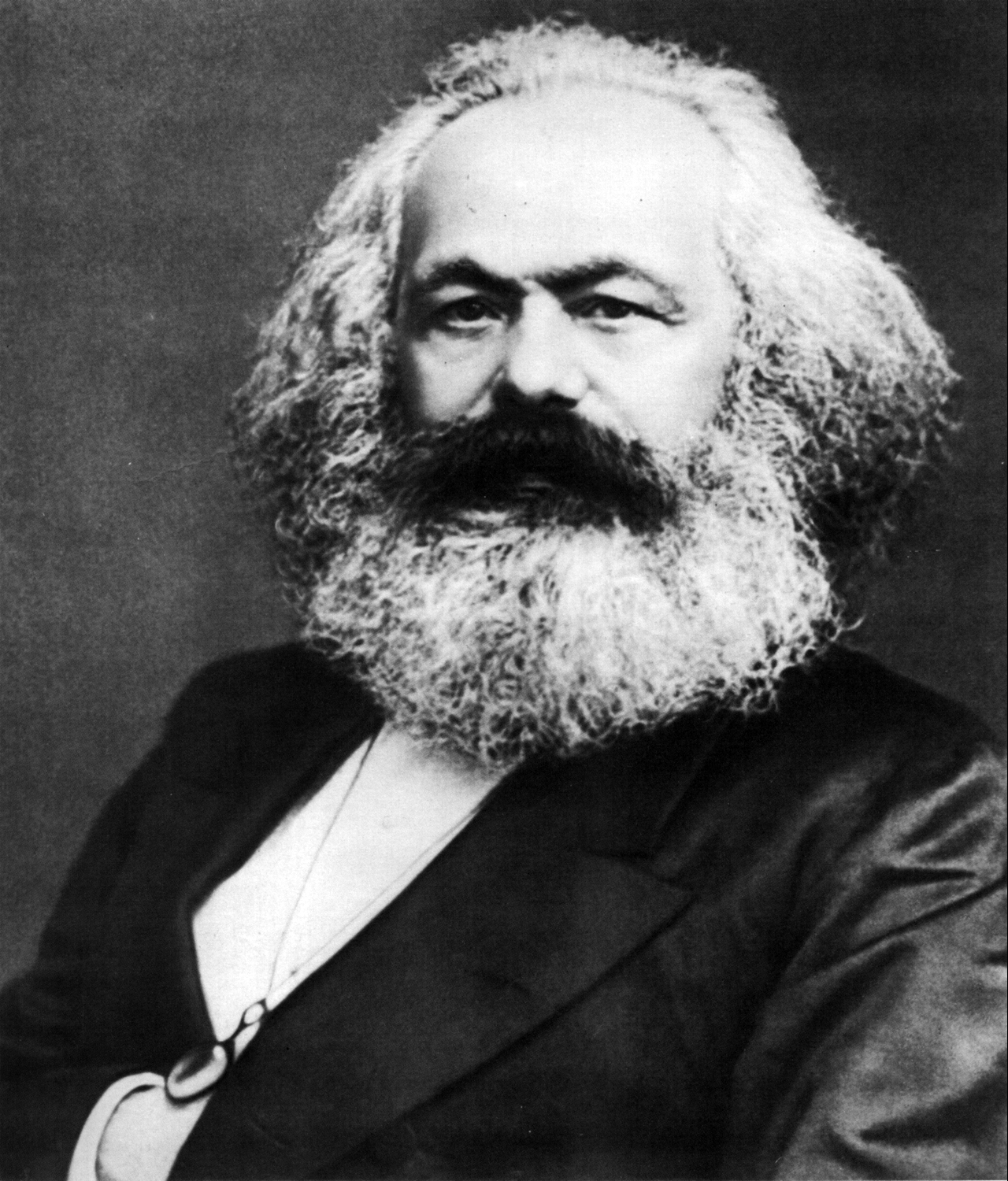
Карл Маркс
(нім. Karl Heinrich Marx,5 травня 1818, Трір — 14 березня 1883, Лондон)

20 і 27 червня 1865 р. на засіданнях Генеральної Ради Першого Інтернаціоналу. Маркс робить доповідь, яка пізніше була опублікована його донькою Елеонорою під назвою «Заробітна плата, ціна та прибуток». Тут він, в числі інших, ставить запитання: «як виникло те дивне явище, що ми знаходимо на ринку, з одного боку, категорію покупців, що володіють землею, машинами, сировиною і засобами існування, тобто предметами, які, крім необробленої землі, все є продуктами праці, а з іншого боку категорію продавців, яким нема чого продавати, крім своєї робочої сили, своїх робочих рук і голови; що одні постійно купують з метою отримувати прибуток і збагачуватися, тоді як інші постійно продають, для того щоб заробити на життя.» Походження цього явища, на думку Маркса, має бути пояснено при дослідженні того предмета, який був названий економістами первинним накопиченням капіталу, і, який, у трактуванні Маркса являє собою «ряд історичних процесів, які призвели до руйнування існуючої перш єдності між працівником і його засобами праці». На закінчення Маркс стверджує, що одного разу вчинене відокремлення робітника від засобів праці «надалі зберігається і відтворюється в постійно розширюється масштабі аж до тих пір, поки нова і корінна революція в способі виробництва не знищить його і не відновить єдності в новій історичній формі.»
Дослідження Марксом ряду історичних процесів, що полягають в споконвічній єдності між працівником і його засобами праці лежало за межами поставленої теми, і докладно розкрито їм в «Капіталі».

### «Нарис критики політичної економії» («Grundrisse»)
В 1858 році, за кілька років до своєї мови на Першому Інтернаціоналі, Маркс написав працю під заголовком «Форми, попередні капіталістичному виробництву (Про процеси формування капіталістичних відносин, або первісного нагромадження)», яка була опублікована в 1939 році під назвою «Нарис критики політичної економії». Тут він поставив питання про відокремлення безпосереднього виробника від засобів виробництва. 
«… для того щоб власник грошей міг знайти на ринку робочу силу як товар, повинні бути виконані різні умови. Обмін товарів, сам по собі, не містить ніяких інших відносин залежності, крім тих, які випливають з його власної природи.» «Оскільки обмін є лише опосередковуючий момент між виробництвом і обумовленим ним розподілом, з одного боку, та споживанням, з другого боку, а споживання саме виступає як момент виробництва, остільки і обмін, очевидно, укладений у виробництві як його момент». Цей процес, на думку Маркса, відбувався як відрив працівника від землі, шляхом відділення, як від малої вільної так і від спільної власності на землю. В обох формах, індивіди поводять себе не як робітники, а як власники та члени суспільства, які працюють одночасно. Метою даної роботи не є створення доданої вартості — хоча їм подобається виробляти надлишки праці, щоб мати можливість реалізувати надлишки продукту. Їх метою є збереження окремого власника та його родини, в самій його суті. Встановлення індивіда як працівника, в чистому вигляді, само по собі є історичним продуктом. На певному ступені свого розвитку ці форми відповідають необхідному обмеженому розвитку продуктивних сил, матеріальні продуктивні сили суспільства приходять у суперечність з існуючими виробничими відносинами, які завжди в своєму розвитку відстають від продуктивних сил. В результаті з форм розвитку продуктивних сил виробничі відносини перетворюються в їх окови. Вони «стали занадто вузькими для прогресивного розвитку людей. Співвідношення праці і капіталу припускає тепер історичний процес, який передбачає різні форми, в яких працівник є власником, або власником працює.» Таким чином «працівник як вільний працівник» до чужого майна є «об'єктивною умовою виробництва».. Робоча сила, як об'єкт купівлі — продажу, може з'явитися на ринку лише тоді, коли вона виноситься на ринок її власником, тобто тією особою, робочою силою якої вона є. 
Відділення безпосереднього виробника від засобів виробництва було в той же час найважливішою умовою розширення внутрішнього ринку. Стаючи найманими робітниками, маси селян і ремісників змушені жити продажем своєї робочої сили, купувати необхідні товари на ринку. Засоби виробництва, які концентруються в руках меншості, перетворюються в капітал, створюється ринок засобів виробництва, необхідних для розширеного відтворення. «Щоб її власник міг продавати її як товар, він повинен мати можливість розпоряджатися нею, отже, повинен бути вільним власником своєї здатності до праці, своєї особистості».

## Критика марксистської теорії первісного нагромадження
У 1960-1970-ті роки теорію Маркса критикувала група економістів та істориків, які проводили дослідження процесу західноєвропейської індустріалізації в XVII—XIX ст.
 Англійський історик Крістофер Хілл посилається на дослідження процесу індустріалізації Англії: «Нова промисловість XVIII століття створювалася повільно і болісно самими підприємцями, що заснували її, лише дуже рідко їм у цьому допомагали місцеві провінційні банки».
Висновки французького історика Ж. Бержье, спростовують марксистську теорію первісного нагромадження. Вони зводяться до того, що, по-перше, наявність капіталу грало не головну, а другорядну роль в індустріалізації, а по-друге, в переважній більшості в ролі промислових капіталістів виступали не ті, хто збагатився в результаті «методів первісного нагромадження», а представники середнього класу. На першому етапі англійської індустріалізації, вказує історик, більшість підприємців становили селяни, але були і представники інших соціальних груп — торговців, землевласників, протестантських громад. Що стосується капіталів, акумульованих у ході «первісного накопичення», то думки ряду сучасних істориків на їх рахунок також не збігаються з думкою Маркса. Як пише Хілл стосовно до Англії, майже немає свідчень того, що кошти від «пограбування Індії», що почався в 1760-ті рр., могли інвестуватися в промисловість: значна їх частина була витрачена на підтримку шикарного способу життя колоніальних набобов і на підкуп метою придбання для них політичного імунітету. Не згодні багато сучасні історики і з тезою Маркса про пауперизации населення в ході англійської індустріалізації XVIII століття. Наприклад, вони вказують на те, що середня реальна заробітна плата в Англії вже до 1721-1745 рр. зросла на 35 % порівняно з серединою XVII ст. і продовжувала рости в подальшому, в той час як за попередні півтора століття вона впала в 2 рази. Таким чином, процес пауперизации населення в Англії в основному обмежився XVI—XVII століттями, коли промисловість розвивалась дуже слабо. Заперечують багато істориків і проти тези про насильницький сгін англійських селян з їх землі, вказуючи, що закони XVIII ст. певною мірою захищали їх інтереси, і ніхто не міг насильно відібрати у них особистий наділ і вигнати з власного будинку. Витіснення селян зі своїх ділянок вироблялося не в формі експропріації чи грабежу, а за допомогою економічних методів. У селі бурхливо розвивалися капіталістичні господарства, створюючи конкуренцію селянам-одноосібникам, які не мали можливості впроваджувати передові методи землеробства. Тому селянам було вигідніше продати свою землю і перетворитися в найманих робітників, рівень життя яких був вище селянського, ніж ризикувати втратою всього майна. Це не означає, що селяни при цьому не страждали, але ці страждання були пов'язані не з зубожінням або насильством, а з ломкою життєвих змін та способу життя.

## Загальні уявлення про економічну та соціальну історію Англії
- Економіка суспільства в 16 столітті.
- Економіка суспільства в 17 столітті.
- Економіка і суспільство на початку 18 століття.
- Економічний і соціальний розвиток в кінці 18-го столітті.
- Промислова революція (кінець 18. і рано 19. Століття)

## Первісне нагромадження в Україні
Теорія первісного накопичення Маркса пояснює ті економічні та політичні процеси, що відбуваються в Україні. Нагромадження капіталу в Україні на сьогоднішній день придбало специфічний характер. У країні, не було потреби вперше створювати нові підприємства. Задача зводилася головним чином до того, щоб змінився власник на існуючих підприємствах.
Вихідним пунктом початкового накопичення стало утворення великих грошових сум у потенційних бізнесменів. Перші кроки в цьому напрямку були зроблені ще в роки «перебудови». З 1987 р. в Україні, як і по всьому Радянському Союзу в цілому, склалися сприятливі умови для появи перших мільйонерів.
Найбільший розмах нарощування капіталів прийняло з початком економічних реформ. Величезні суми були отримані за короткий термін, з допомогою наживи на інфляційних процесах в торговій справі, широкомасштабної спекуляції грошовими коштами на валютних і фондових біржах, видачі кредитних коштів під надзвичайно високі відсотки, створення фіктивних акціонерних товариств, інвестиційних фондів тощо,
однак 26 травня 2005 року, Кабінет Міністрів України, прийняв програму «Власність народу», що впорядковує питання державної власності. Ця програма встановлює параметри щодо формування переліку об'єктів, що перебувають у державній власності, включаючи галузеві і територіальні принципи. Крім того, в ній передбачена інвентаризація та впорядкування обліку держвласності, створення у ФДМ відповідного реєстру. Програма також передбачає розробку законопроєктів про управління об'єктами комунальної власності. Кабінет міністрів ухвалив рішення розглядати питання державних підприємств спільно з Міністерством економіки з ФДМ.